# Karema (periodiskt vattendrag)
Karema är ett periodiskt vattendrag i Burundi.   Det ligger i provinsen Ruyigi, i den centrala delen av landet, 100 kilometer öster om huvudstaden Bujumbura.
Omgivningarna runt Karema är en mosaik av jordbruksmark och naturlig växtlighet. Runt Karema är det ganska tätbefolkat, med 139 invånare per kvadratkilometer.